# Tájvédelmi körzet

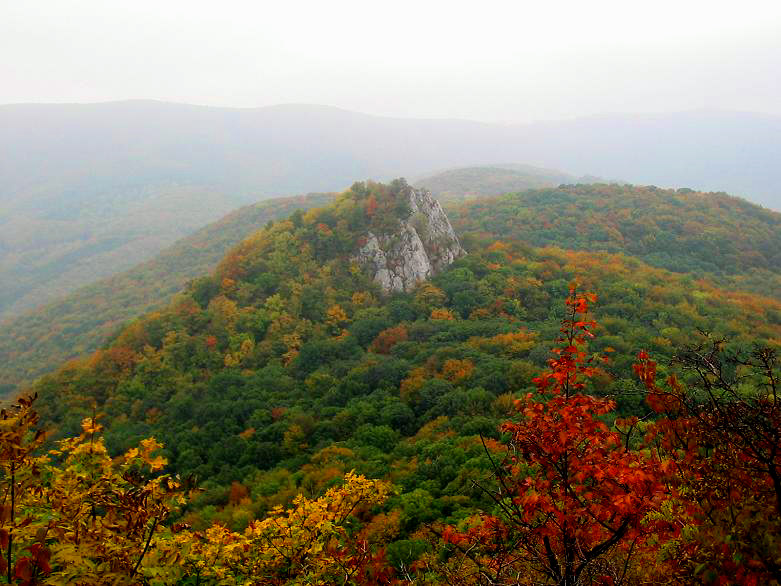
Ősz a Bükkben

A tájvédelmi körzet természeti, tájképi adottságokban gazdag nagyobb, általában összefüggő terület, tájrészlet, ahol a természet védelméről szóló 1996. évi LIII. törvény szerint „az ember és természet kölcsönhatása esztétikai, kulturális és természeti szempontból jól megkülönböztethető jelleget alakított ki, és elsődleges rendeltetése a tájképi és a természeti értékek megőrzése”.
A tájvédelmi körzet létesítése az erre felhatalmazott állami szerv hatáskörébe tartozik, a rendszerváltás óta a természetvédelmi feladatokért felelős miniszter rendeletével történik. A tájvédelmi körzetek természetvédelmi kezelője minden esetben a területileg illetékes nemzeti park igazgatóság.
Az első tájvédelmi körzet a Tihanyi-félsziget volt 1952-ben, és 2015-ig összesen 64 létesült belőlük. Mivel azonban közülük 25 beolvadt valamely nemzeti parkba, illetve egy esetben egy másik tájvédelmi körzetbe, ezért a számuk 2016 elején 39 volt.
A Természetvédelmi Világszövetség osztályozása szerint a tájvédelmi körzetek az V. (védett táj) kategóriába tartoznak. Hasonló besorolású és jogállású védett területek számos országban léteznek, például Csehországban chráněná krajinná oblast (CHKO), Szlovákiában chránená krajinná oblasť (CHKO), Lengyelországban park krajobrazowy (PKO) elnevezéssel.

## Magyarország tájvédelmi körzetei 2016 elején
Magyarországon 2016 elején 39 tájvédelmi körzet volt, ezek felsorolása az alábbi táblázatban található. A területadatok 2014 végére vonatkoznak. A kezelő szerv minden esetben a megjelölt nemzeti park igazgatósága. (A létesítés éve a hivatalos döntés közzétételének az időpontjára vonatkozik, a tényleges működés egyes esetekben csak a következő évben kezdődött meg.)
| Név                                    | Létesítés éve | Kezelő                         | Terület (km²) |
| -------------------------------------- | ------------- | ------------------------------ | ------------- |
| Bihari-sík Tájvédelmi Körzet           | 1998          | Hortobágyi Nemzeti Park        | 171,408       |
| Boronka-melléki Tájvédelmi Körzet      | 1991          | Duna–Dráva Nemzeti Park        | 85,027        |
| Borsodi Mezőség Tájvédelmi Körzet      | 1989          | Bükki Nemzeti Park             | 184,027       |
| Budai Tájvédelmi Körzet                | 1978          | Duna–Ipoly Nemzeti Park        | 105,01        |
| Dél-Mezőföld Tájvédelmi Körzet         | 1999          | Duna–Dráva Nemzeti Park        | 77,147        |
| Gerecsei Tájvédelmi Körzet             | 1977          | Duna–Ipoly Nemzeti Park        | 86,76         |
| Gödöllői Dombvidék Tájvédelmi Körzet   | 1990          | Duna–Ipoly Nemzeti Park        | 114,784       |
| Hajdúsági Tájvédelmi Körzet            | 1988          | Hortobágyi Nemzeti Park        | 70,687        |
| Hevesi Füves Puszták Tájvédelmi Körzet | 1993          | Bükki Nemzeti Park             | 161,235       |
| Hollókői Tájvédelmi Körzet             | 1977          | Bükki Nemzeti Park             | 1,495         |
| Karancs–Medves Tájvédelmi Körzet       | 1989          | Bükki Nemzeti Park             | 66,572        |
| Kelet-cserháti Tájvédelmi Körzet       | 1989          | Bükki Nemzeti Park             | 73,598        |
| Kelet-Mecsek Tájvédelmi Körzet         | 1977          | Duna–Dráva Nemzeti Park        | 93,586        |
| Kesznyéteni Tájvédelmi Körzet          | 1990          | Bükki Nemzeti Park             | 58,535        |
| Körös-éri Tájvédelmi Körzet            | 2012          | Kiskunsági Nemzeti Park        | 22,231        |
| Kőszegi Tájvédelmi Körzet              | 1980          | Őrségi Nemzeti Park            | 43,707        |
| Közép-tiszai Tájvédelmi Körzet         | 1978          | Hortobágyi Nemzeti Park        | 93,385        |
| Lázbérci Tájvédelmi Körzet             | 1975          | Bükki Nemzeti Park             | 37,349        |
| Magas-bakonyi Tájvédelmi Körzet        | 1991          | Balaton-felvidéki Nemzeti Park | 87,321        |
| Mártélyi Tájvédelmi Körzet             | 1971          | Kiskunsági Nemzeti Park        | 21,96         |
| Mátrai Tájvédelmi Körzet               | 1985          | Bükki Nemzeti Park             | 123,939       |
| Mura-menti Tájvédelmi Körzet           | 2007          | Balaton-felvidéki Nemzeti Park | 19,041        |
| Nyugat-Mecsek Tájvédelmi Körzet        | 2009          | Duna–Dráva Nemzeti Park        | 103,401       |
| Ócsai Tájvédelmi Körzet                | 1975          | Duna–Ipoly Nemzeti Park        | 36,45         |
| Pannonhalmi Tájvédelmi Körzet          | 1992          | Fertő–Hanság Nemzeti Park      | 82,715        |
| Pusztaszeri Tájvédelmi Körzet          | 1976          | Kiskunsági Nemzeti Park        | 223,327       |
| Sághegyi Tájvédelmi Körzet             | 1975          | Őrségi Nemzeti Park            | 2,382         |
| Sárréti Tájvédelmi Körzet              | 1986          | Duna–Ipoly Nemzeti Park        | 22,144        |
| Sárvíz-völgye Tájvédelmi Körzet        | 1997          | Duna–Ipoly Nemzeti Park        | 34,797        |
| Somló Tájvédelmi Körzet                | 1993          | Balaton-felvidéki Nemzeti Park | 5,685         |
| Soproni Tájvédelmi Körzet              | 1977          | Fertő–Hanság Nemzeti Park      | 50,464        |
| Szatmár-beregi Tájvédelmi Körzet       | 1982          | Hortobágyi Nemzeti Park        | 220,056       |
| Szigetközi Tájvédelmi Körzet           | 1987          | Fertő–Hanság Nemzeti Park      | 96,792        |
| Tápió–Hajta Vidéke Tájvédelmi Körzet   | 1998          | Duna–Ipoly Nemzeti Park        | 41,28         |
| Tarnavidéki Tájvédelmi Körzet          | 1993          | Bükki Nemzeti Park             | 94,952        |
| Tokaj–Bodrogzug Tájvédelmi Körzet      | 1986          | Aggteleki Nemzeti Park         | 52,861        |
| Vértesi Tájvédelmi Körzet              | 1976          | Duna–Ipoly Nemzeti Park        | 152,096       |
| Zempléni Tájvédelmi Körzet             | 1984          | Aggteleki Nemzeti Park         | 267,654       |
| Zselici Tájvédelmi Körzet              | 1976          | Duna–Dráva Nemzeti Park        | 82,891        |

## 2016 előtt megszűnt tájvédelmi körzetek
1984 és 2002 között összesen 25 tájvédelmi körzet szűnt meg, legtöbbjük egy újonnan létrehozott nemzeti parkba olvadt be, négyet azonban (Hanság, Miklapusztai, Orgoványi és Peszéradacsi TK) valamely korábban létrehozott nemzeti parkhoz csatoltak, egyet pedig (Szentgyörgyhegyi TK) a Badacsonyi TK-ba olvasztottak be. (A létesítés és a megszűnés éve a hivatalos döntés közzétételének az időpontjára vonatkozik, a tényleges működés egyes esetekben a következő évben kezdődött vagy fejeződött be.)
| Név                                    | Létesítés éve | Megszűnés éve | Hova olvadt be                 |
| -------------------------------------- | ------------- | ------------- | ------------------------------ |
| Aggteleki Tájvédelmi Körzet            | 1978          | 1984          | Aggteleki Nemzeti Park         |
| Badacsonyi Tájvédelmi Körzet           | 1965          | 1997          | Balaton-felvidéki Nemzeti Park |
| Barcsi ősborókás tájvédelmi körzet     | 1974          | 1996          | Duna–Dráva Nemzeti Park        |
| Béda–Karapancsai Tájvédelmi Körzet     | 1989          | 1996          | Duna–Dráva Nemzeti Park        |
| Biharugrai Tájvédelmi Körzet           | 1990          | 1997          | Körös–Maros Nemzeti Park       |
| Börzsönyi Tájvédelmi Körzet            | 1978          | 1997          | Duna–Ipoly Nemzeti Park        |
| Cserebökényi puszták Tájvédelmi Körzet | 1991          | 1997          | Körös–Maros Nemzeti Park       |
| Dévaványai Tájvédelmi Körzet           | 1975          | 1997          | Körös–Maros Nemzeti Park       |
| Fertő-tó Tájvédelmi Körzet             | 1977          | 1991          | Fertő-tó Nemzeti Park          |
| Gemenci Tájvédelmi Körzet              | 1977          | 1996          | Duna–Dráva Nemzeti Park        |
| Hanság Tájvédelmi Körzet               | 1976          | 1994          | Fertő–Hanság Nemzeti Park      |
| Káli-medence Tájvédelmi Körzet         | 1984          | 1997          | Balaton-felvidéki Nemzeti Park |
| Keszthelyi Tájvédelmi Körzet           | 1984          | 1997          | Balaton-felvidéki Nemzeti Park |
| Kis-Balaton Tájvédelmi Körzet          | 1986          | 1997          | Balaton-felvidéki Nemzeti Park |
| Miklapusztai Tájvédelmi Körzet         | 1993          | 1996          | Kiskunsági Nemzeti Park        |
| Orgoványi Tájvédelmi Körzet            | 1976          | 1996          | Kiskunsági Nemzeti Park        |
| Őrségi Tájvédelmi Körzet               | 1978          | 2002          | Őrségi Nemzeti Park            |
| Pécselyi-medence Tájvédelmi Körzet     | 1997          | 1997          | Balaton-felvidéki Nemzeti Park |
| Peszéradacsi Tájvédelmi Körzet         | 1993          | 1996          | Kiskunsági Nemzeti Park        |
| Pilisi Tájvédelmi Körzet               | 1978          | 1997          | Duna–Ipoly Nemzeti Park        |
| Pitvarosi puszták Tájvédelmi Körzet    | 1989          | 1997          | Körös–Maros Nemzeti Park       |
| Szabadkígyósi Tájvédelmi Körzet        | 1977          | 1997          | Körös–Maros Nemzeti Park       |
| Szentgyörgyhegyi Tájvédelmi Körzet     | 1976          | 1978          | Badacsonyi Tájvédelmi Körzet   |
| Szentgyörgyvölgyi Tájvédelmi Körzet    | 1976          | 2002          | Őrségi Nemzeti Park            |
| Tihanyi-félsziget Tájvédelmi Körzet    | 1952          | 1997          | Balaton-felvidéki Nemzeti Park |